# Список умерших в 926 году

## Январь
- 8 января — Ательм, 20-й архиепископ Кентерберийский (923/925—926).

## Апрель
- 2 апреля — Адемар, граф де Пуатье (892—902), граф Лиможа (898—904)[1].
- 29 апреля — Бурхард II, маркграф Реции (911—926), герцог Швабии (917—926)[2].

## Май
- 2 мая — Виборада, святая Римско-католической церкви, мученица.
- 15 мая — Ли Цуньсюй, первый император династии Поздняя Тан.

## Сентябрь
- 6 сентября — Абаоцзи, вождь племени киданей Ила-Абуги, император киданей (907—926), основатель династии Ляо.

## Декабрь
- 16 декабря — Гильом II, герцог Аквитании, граф Оверни, Макона, Буржа и Лиона (918—926)[3].

## Дата смерти неизвестна или требует уточнения
- Ибн Асам аль-Куфи, арабский историк.
- Пелагий Кордовский, кордовский мученик[4].
- Рауль I де Вексен, граф Вексена, Амьена и Валуа, родоначальник Вексенского дома[5].
- Роже I де Лаон, граф Лаона (ок. 892—926).